# نیکلاس هدل
نیکلاس هدل (انگلیسی: Niklas Hedl؛ زادهٔ ۱۷ مارس ۲۰۰۱) بازیکن فوتبال اهل اتریش است.
وی همچنین در تیم‌های ملی فوتبال زیر ۲۱ سال اتریش و اتریش بازی کرده‌است.